# The Platinum Collection (Nomadi)
The Platinum Collection è una compilation dei Nomadi in cui sono raccolti tutti i singoli in rigoroso ordine cronologico del periodo 1965-1976, più alcuni brani di difficile reperibilità, e ha raggiunto la prima posizione in classifica in Italia.

## Tracce
- Disco 1

1. Donna la prima donna (Donna the prima donna)   (2' 34")
2. Giorni tristi   (2' 45")
3. Come potete giudicar (The revolution kind)   (3' 05")
4. Racconta tutto a me (You don't love me)   (2' 31")
5. La mia libertà (Girl don't tell me)   (2' 10")
6. Noi non ci saremo   (2' 41")
7. Un riparo per noi (With a girl like you)   (2' 02")
8. Spegni quella luce   (2' 12")
9. Dio è morto   (2' 39")
10. Per fare un uomo   (2' 43")   Prima versione
11. Un figlio dei fiori non pensa al domani (Death of a clown)   (3' 02")
12. Vola bambino (Hi ho silver lining)   (2' 41")
13. Ho difeso il mio amore (Nights in white satin)   (4' 02")
14. Canzone per un'amica   (3' 44")   Prima versione
15. Il nome di lei (Gotta see jane)   (2' 41")
16. Per quando è tardi   (2' 55")
17. Vai via, cosa vuoi (All the love in world)   (2' 33")
18. L'auto corre lontano, ma io corro da te   (2' 57")

- Disco 2

1. Mai come lei nessuna (Run to the sun)   (3' 58")
2. Un autunno insieme e poi...   (4' 10")
3. Un pugno di sabbia   (3' 00")
4. Io non sono io   (2' 32")   Inedito su CD
5. Ala bianca (Sixty years on)   (2' 38")
6. Mille e una sera   (2' 54")
7. Non dimenticarti di me   (3' 17")
8. Tutto passa   (2' 45")
9. So che mi perdonerai   (3' 11")
10. Beautiful day   (4' 46")
11. Suoni   (2' 59")
12. Vola   (5' 49")
13. Io vagabondo   (3' 07")
14. Eterno   (4' 36")
15. Quanti anni ho?   (2' 41")
16. Oceano   (2' 51")   Inedito su CD
17. Un giorno insieme   (3' 16")
18. Crescerai   (3' 20")

- Disco 3

1. Mamma giustizia   (4' 21")
2. Voglio ridere   (4' 25")
3. Ieri sera sognavo di te   (3' 00")
4. Tutto a posto   (3' 27")
5. Isola ideale   (3' 57")   Inedito su CD
6. Senza discutere   (3' 20")
7. Immagini   (3' 25")
8. Gordon   (4' 19")
9. Sorprese   (3' 29")
10. Quasi, quasi   (3' 31")
11. Vittima dei sogni   (5' 00")
12. Mil y una noches   (3' 00")
13. No te olivides nunca de mi   (3' 06")   Inedito su CD
14. Se que me perdonaras   (3' 05")
15. Yo vagabundo   (3' 21") Inedito su CD
16. Il confine   (3' 34")   Inedito, mai pubblicato su disco
17. Colori   (2' 57")   Inedito, mai pubblicato su disco
18. Uno sbaglio   (2' 51")   Inedito, mai pubblicato su disco

## Classifiche

### Classifiche settimanali
| Classifica (2003) | Posizione massima |
| ----------------- | ----------------- |
| Italia            | 1                 |

### Classifiche di fine anno
| Classifica (2003) | Posizione |
| ----------------- | --------- |
| Italia            | 24        |